# Bubeneč
Bubeneč (deutsch Bubentsch) ist ein Stadtteil im Norden Prags. Die 1197 erstmals erwähnte Gemeinde wurde 1904 zur Stadt erhoben und 1922 eingemeindet. Der Stadtteil am linken Moldauufer zählt aufgrund der vielen Grünflächen und der Nähe zum Zentrum zu den beliebten Wohnbezirken in Prag.

## Geschichte

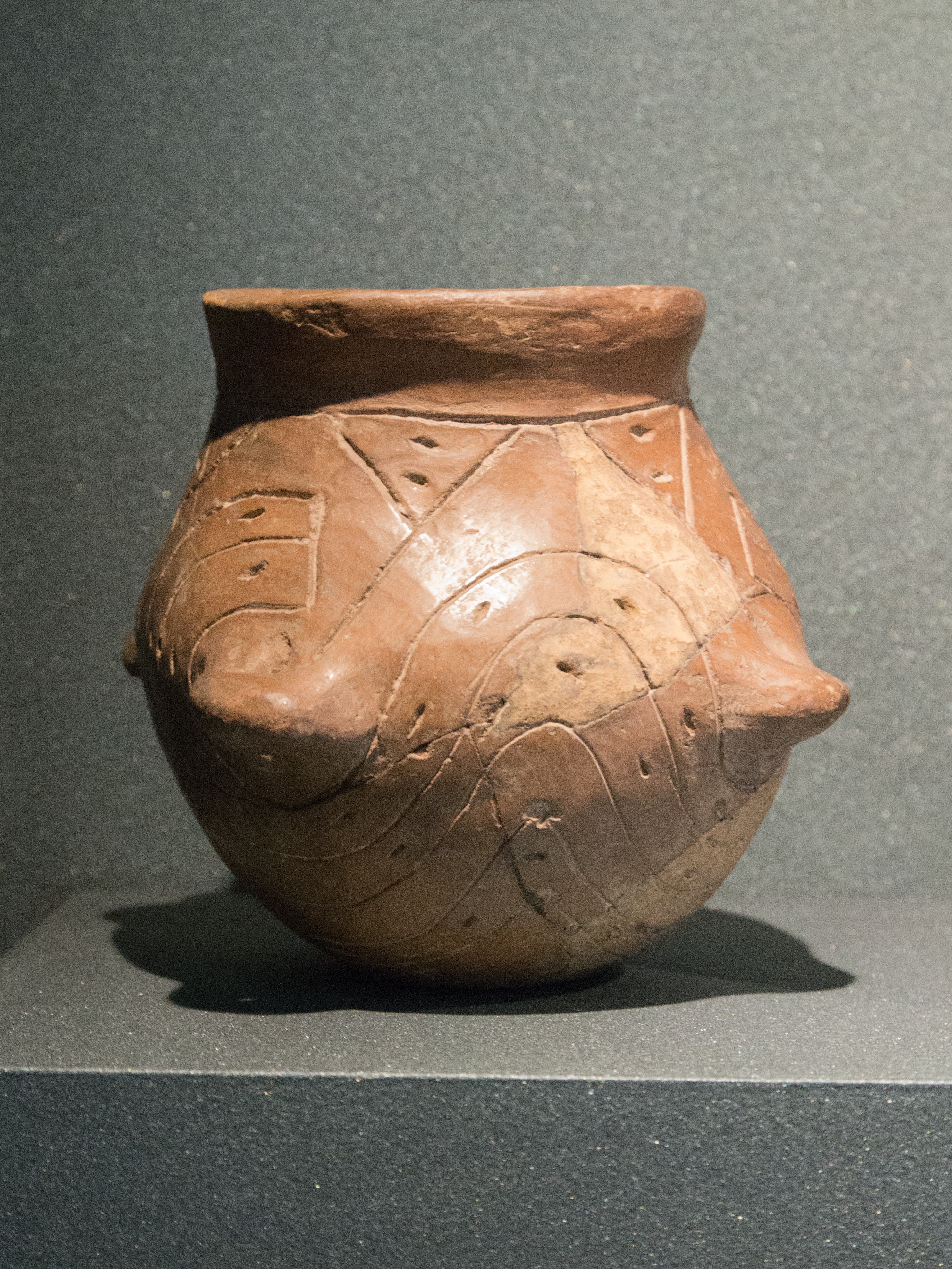
Bandkeramisches Gefäß aus Bubeneč

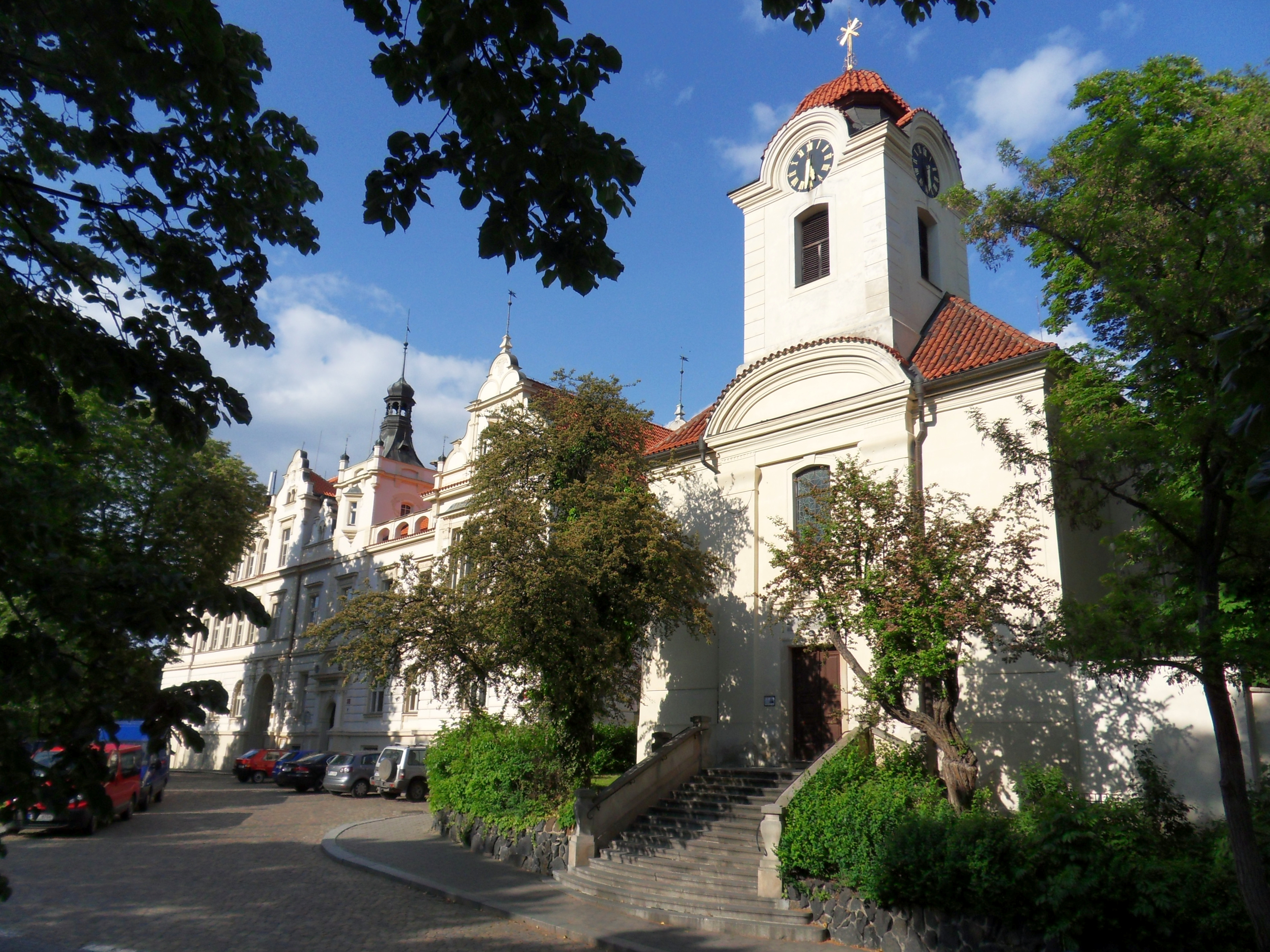
Pfarrkirche St. Gotthard in Bubeneč, im Hintergrund das ehemalige Rathaus

In Bubeneč wurden seit dem 19. Jahrhundert reiche archäologische Artefakte von der Jungsteinzeit bis ins frühe Mittelalter gefunden. Die 2011 entdeckten kupfersteinzeitlichen Pflugspuren sind die ältesten Tschechiens und weisen auf prähistorischen Ackerbau hin.
Die Siedlung hieß ursprünglich Přední Ovenec (Vorder Owenetz). Zadní Ovenec (Hinter-Owenetz) war die Bezeichnung für den benachbarten heutigen Stadtteil Troja. Die erste Erwähnung von Ovenec stammt aus einer Urkunde aus dem Jahr 1197, in welcher es als Eigentum des Stift Tepl geführt ist. Die dem heiligen Gotthard geweihte Kirche ist für das Jahr 1313 belegt.

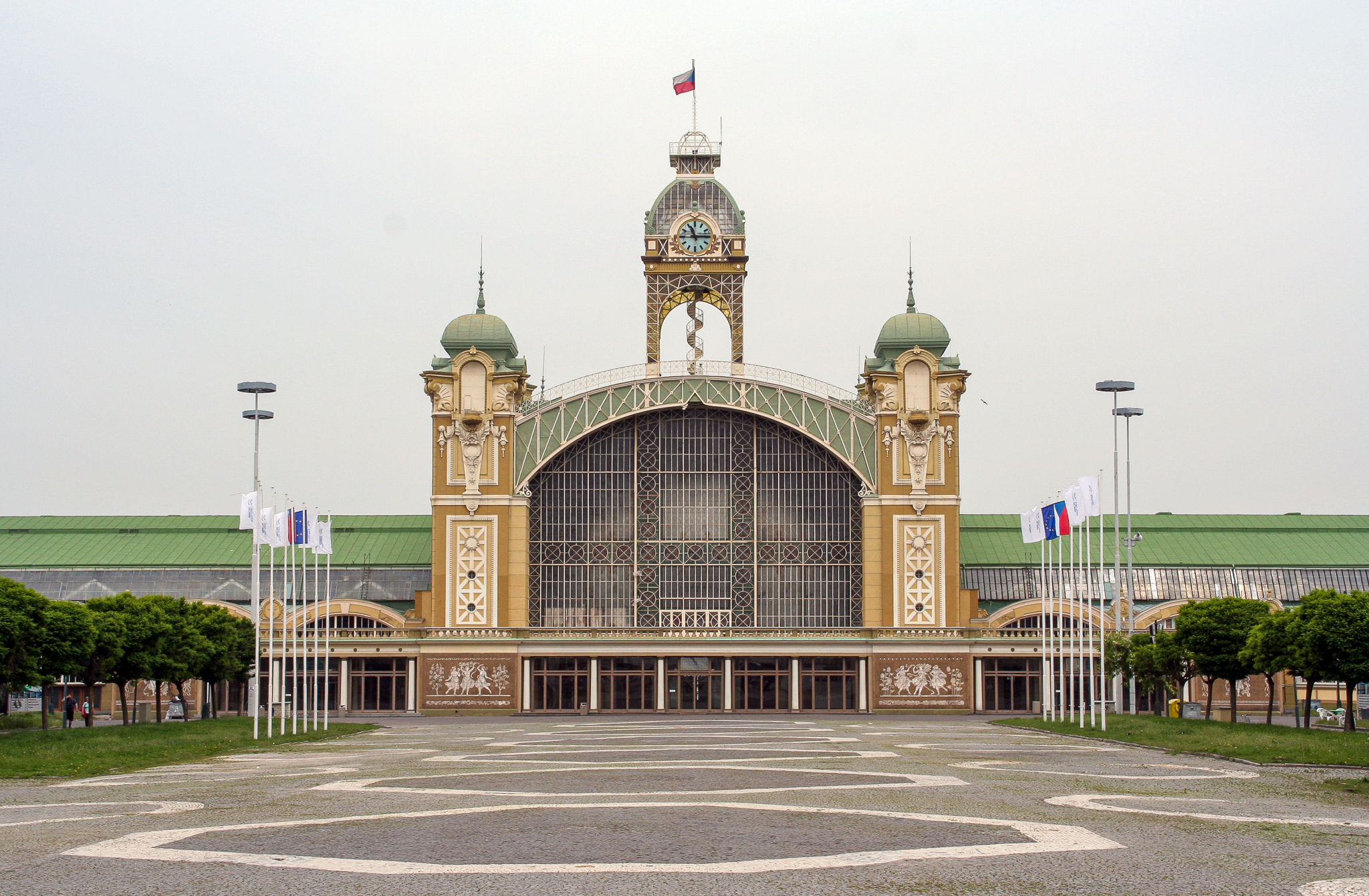
Výstaviště (Ausstellungsgelände)

Im Jahr 1840 erhielt Bubeneč den Status einer unabhängigen Gemeinde. Während dieser ganzen Zeit war das Gebiet rein landwirtschaftlich geprägt. In der zweiten Hälfte des 19. Jahrhunderts wuchsen die Prager Vororte im Zusammenhang mit der Industrialisierung und dem Bau von Eisenbahnen. 1891 wurde anlässlich der Jubiläumsausstellung das Prager Ausstellungsgelände errichtet. Es befindet sich zwar formal im Stadtteil Bubeneč, liegt jedoch näher am verbauten Gebiet des benachbarten Holešovice.
Am 26. Oktober 1904 wurde Bubeneč durch Kaiser Franz Joseph I. zur Stadt erhoben und erhielt zugleich ein Stadtwappen. Ein Teil von Prag wurde Bubeneč am 1. Januar 1922 im Zuge der Bildung von Groß-Prag. Gemeinsam mit den ebenfalls eingemeindeten Ortschaften Dejvice, Sedlec, Veleslavín und Vokovice bildete Bubeneč danach den XIX. Bezirk von Prag.
Seit 1960 ist Bubeneč zwischen den Stadtteilen Prag 6 und Prag 7 aufgeteilt. Trotz der Teilung besteht nach wie vor Bezirksidentität.
In den Villenvierteln Bubenečs befinden sich heute einige Botschaften, einschließlich der niederländischen, belgischen, mexikanischen und chinesischen.

## Grenzen
Bubeneč grenzt im Norden an den Stadtteil Troja, im Osten und Süden an Holešovice und im Westen an Dejvice. Der genaue Grenzverlauf stellt sich wie folgt dar:
- im Norden: die Insel Císařský ostrov
- im Osten: Za Elektrámou, U Výstaviště
- im Süden: entlang der Bahn, dann Gerstnerova, Kamenická, Veletržní, Letenské náměstí, Milady Horákové, Pelléova, Jaselská
- im Westen: Dejvická, Vítězné náměstí, Jugoslávských partyzánů, Podbabská bis zur Roztocká.

## Grünflächen, Parkanlagen
In Bubeneč befinden sich große Grün- und Freiflächen wie Letná, Stromovka und das Ausstellungsgelände.

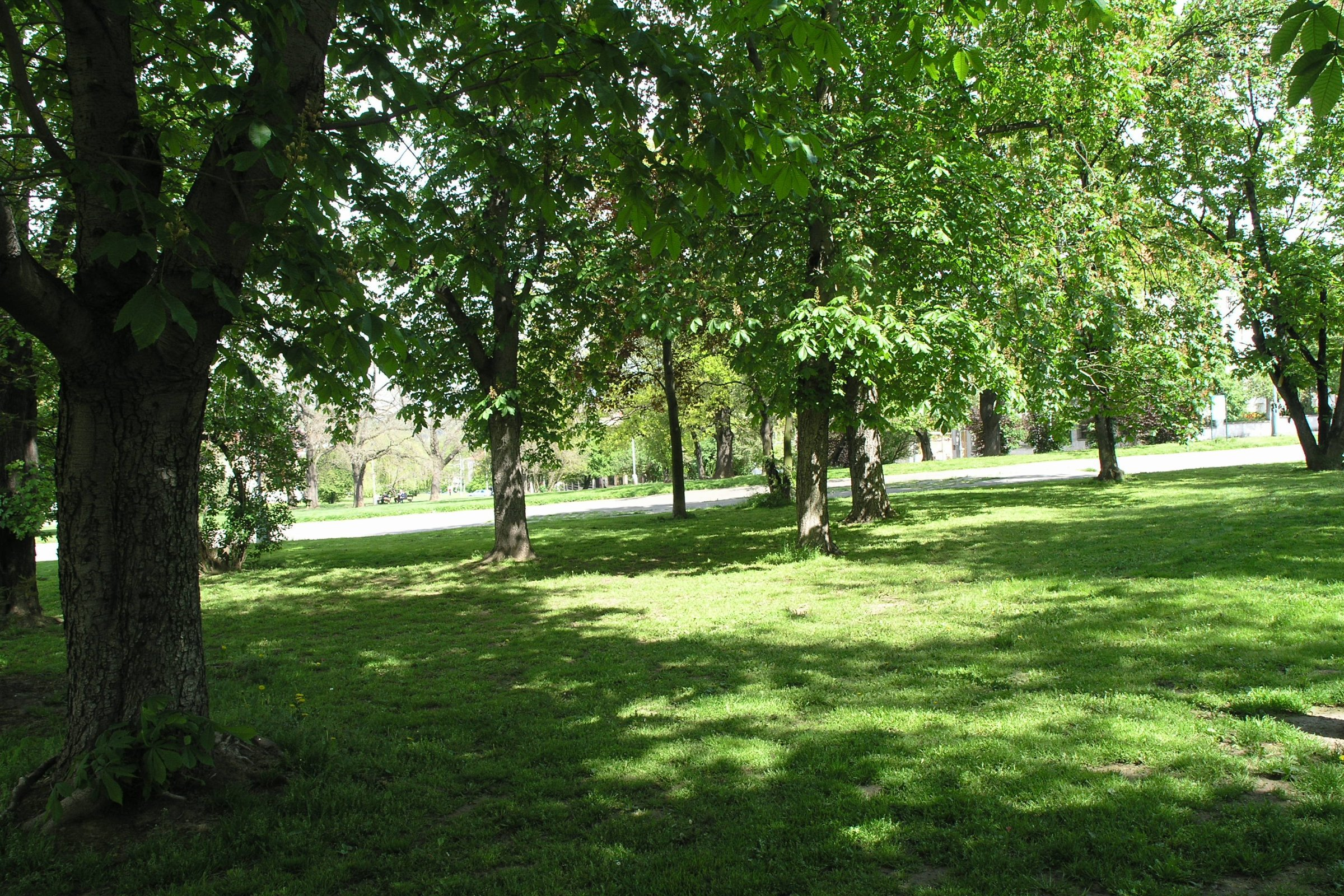
Lázaro-Cárdenas-Park
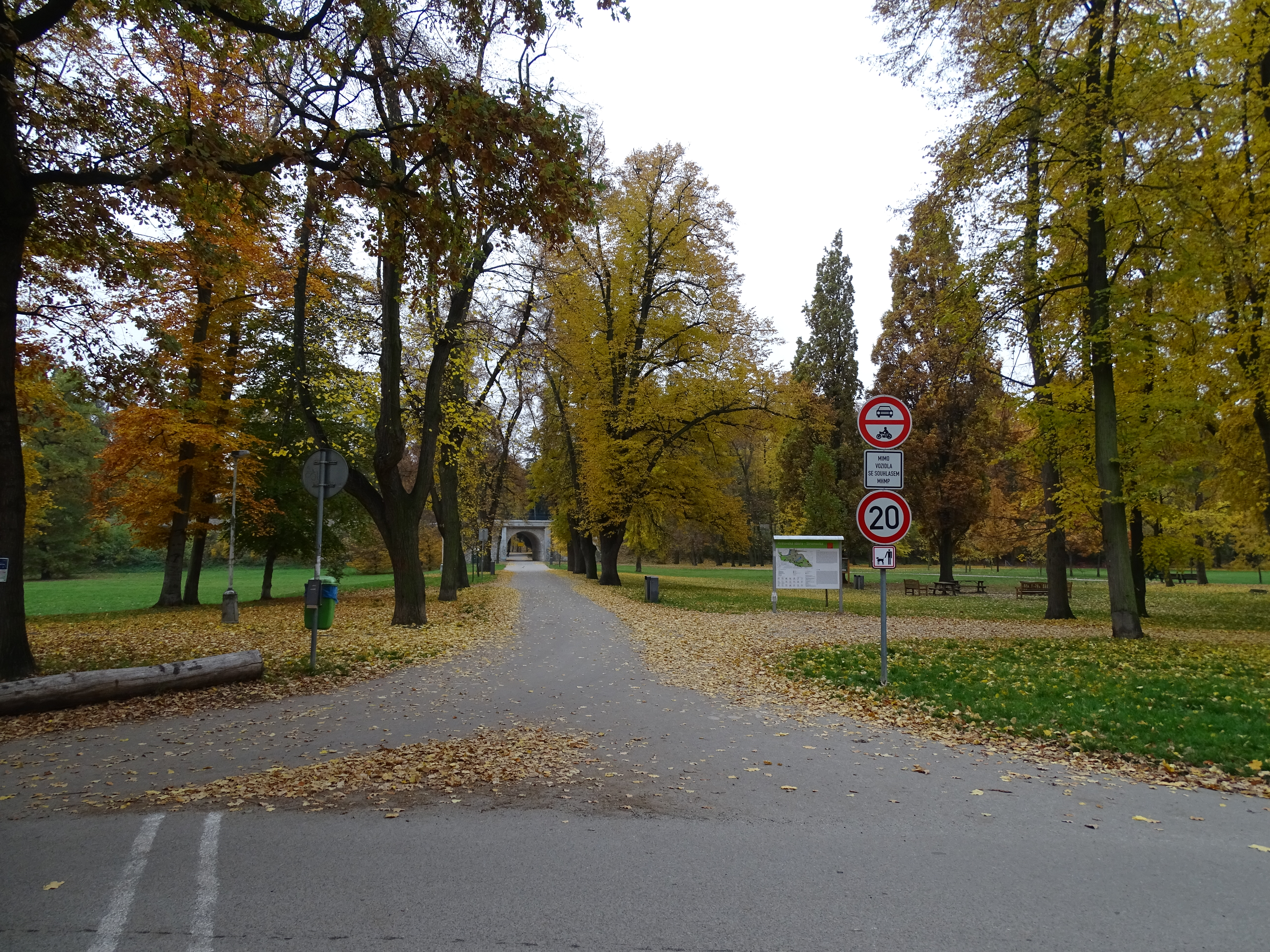
Stromovka
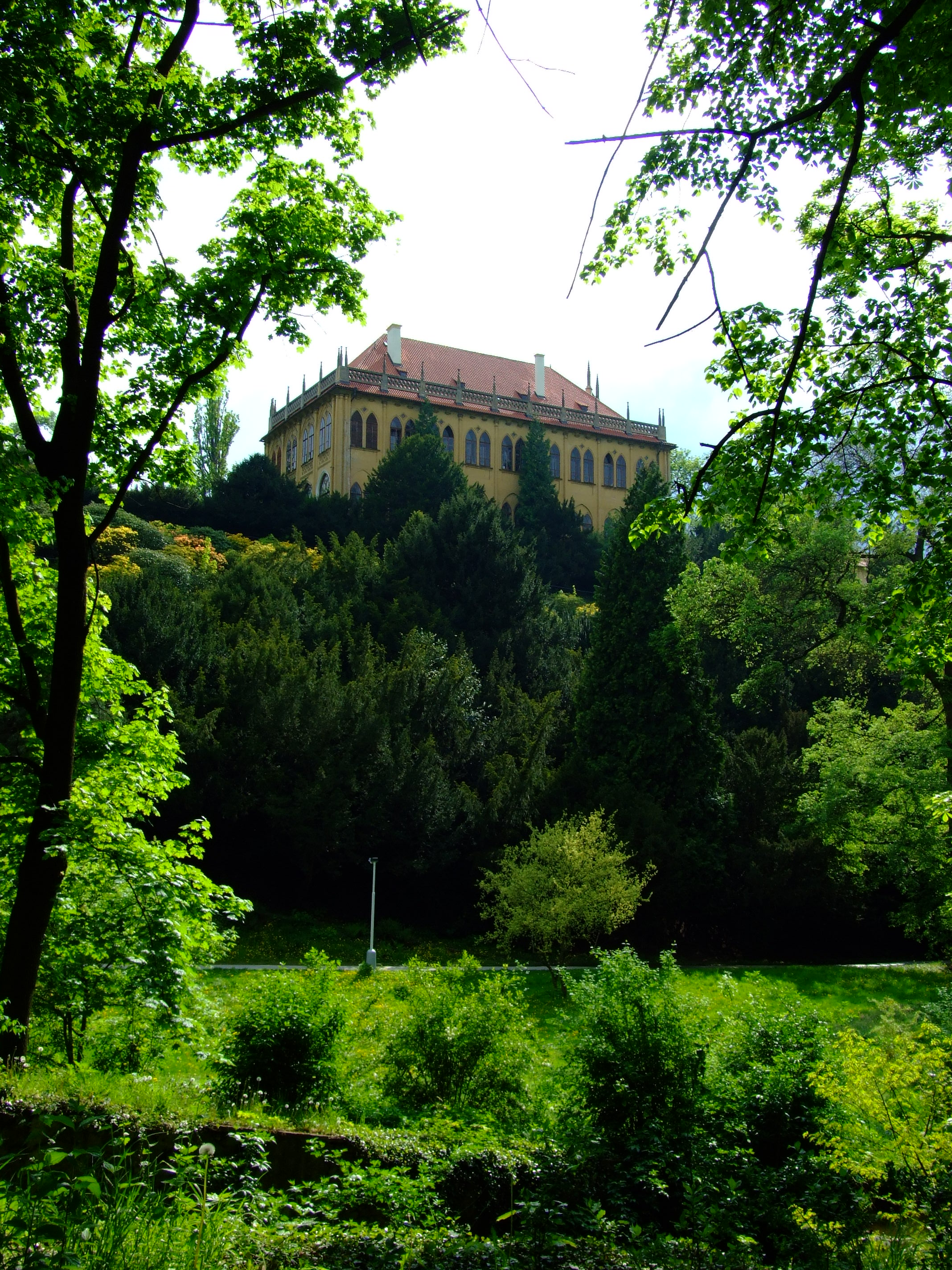
Stromovka
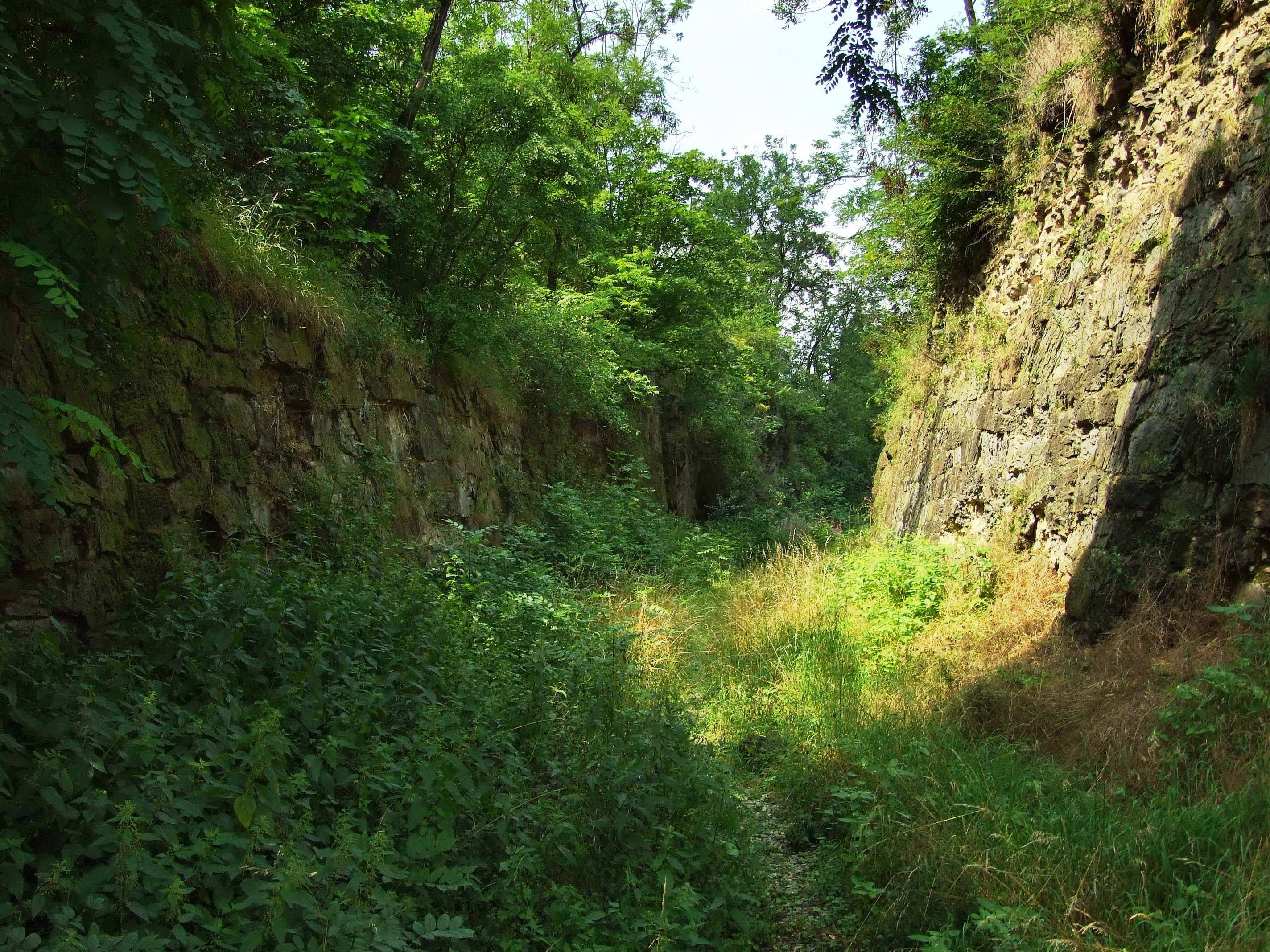
Gleisbrache Pod Peckou

## Architektur

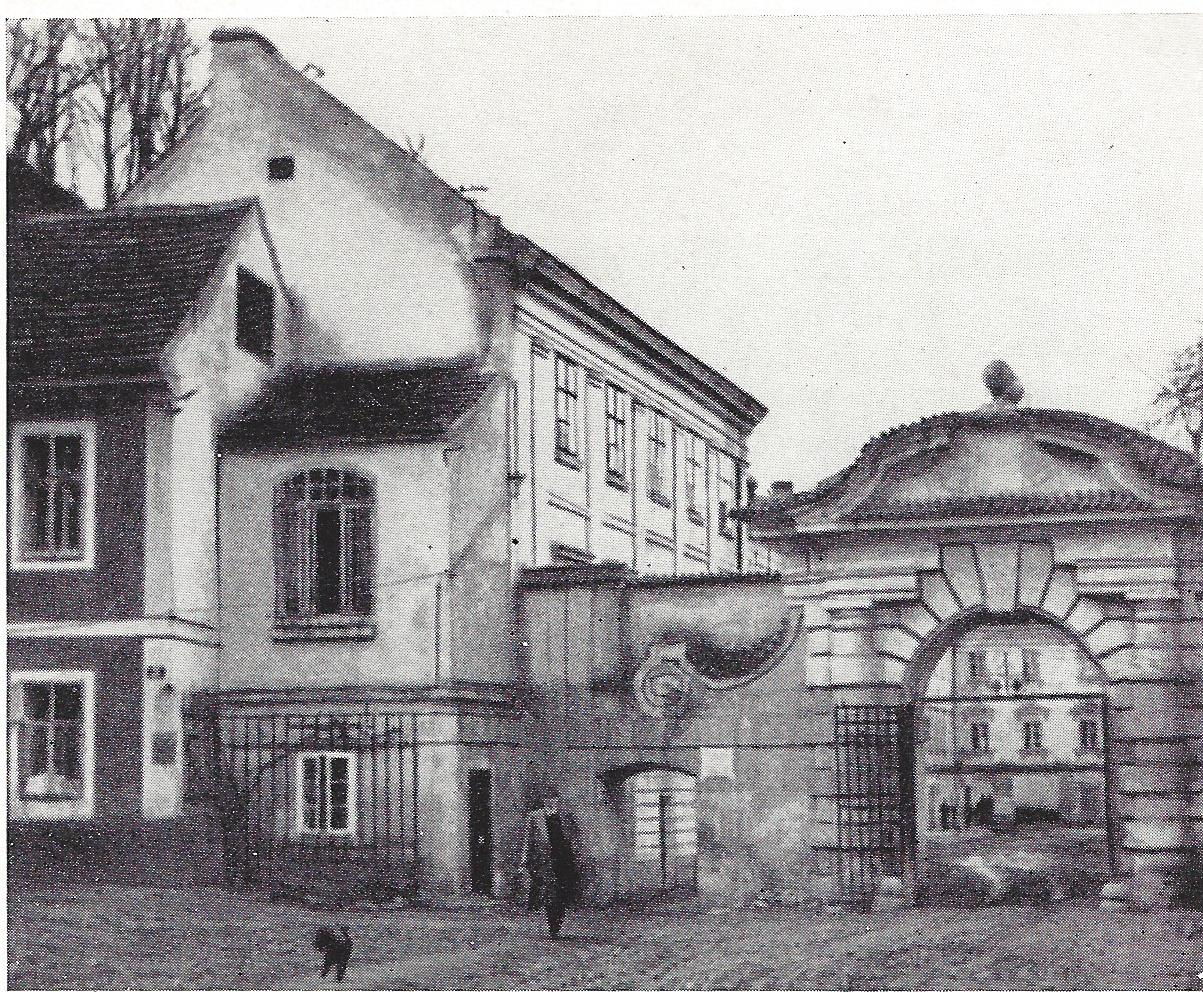
Kaisermühle
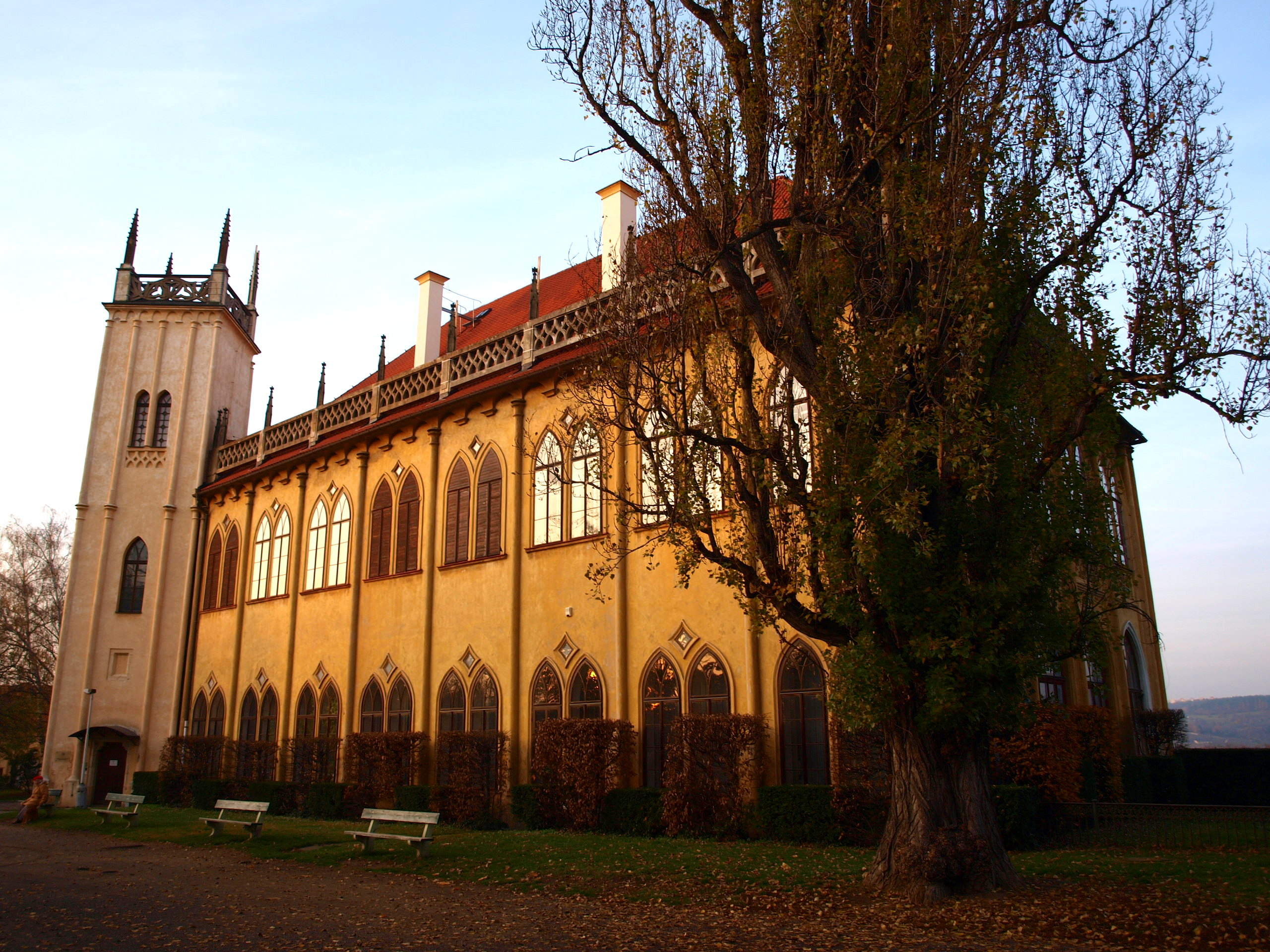
Místodržitelský letohrádek
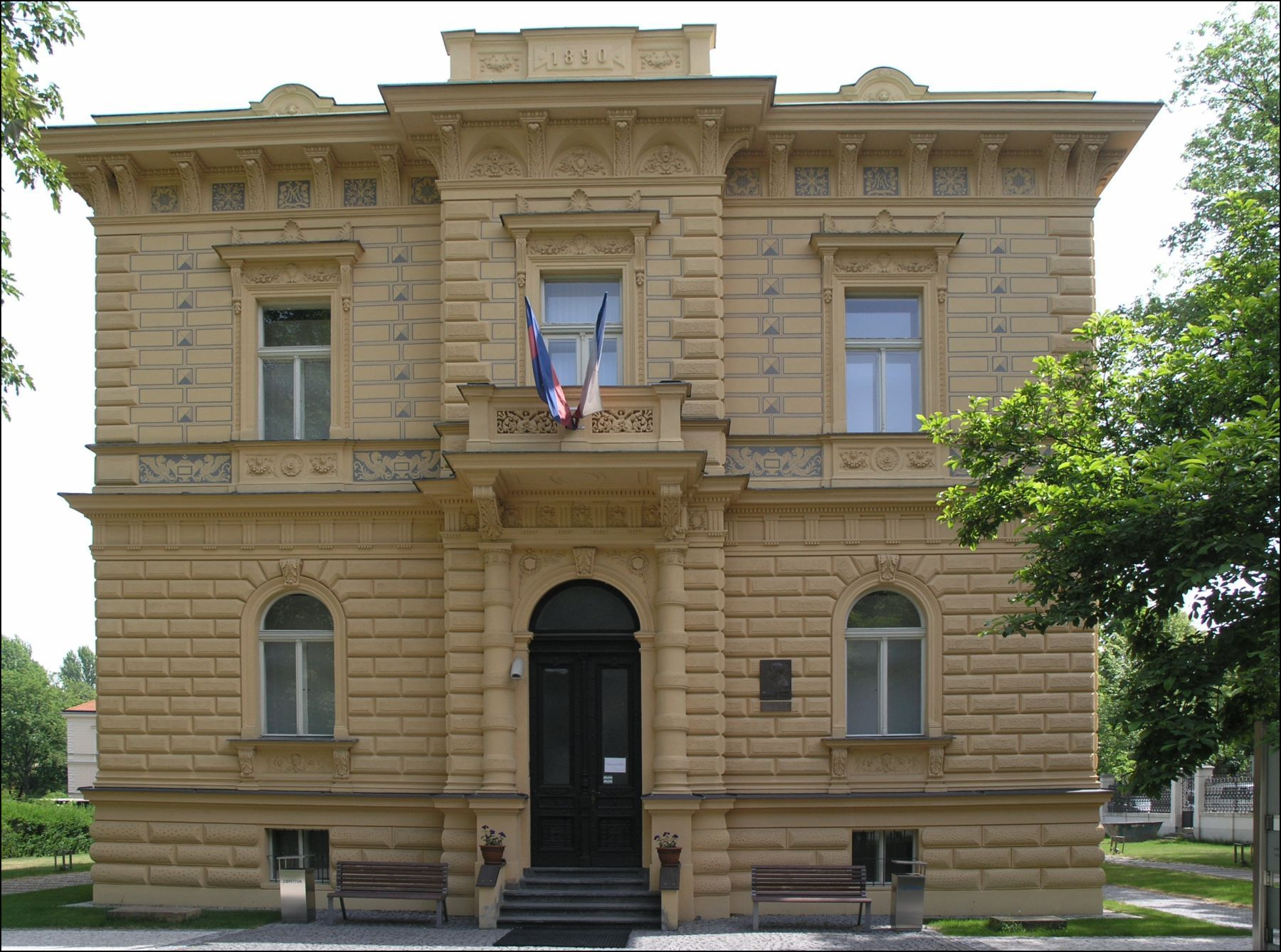
Pelléova vila
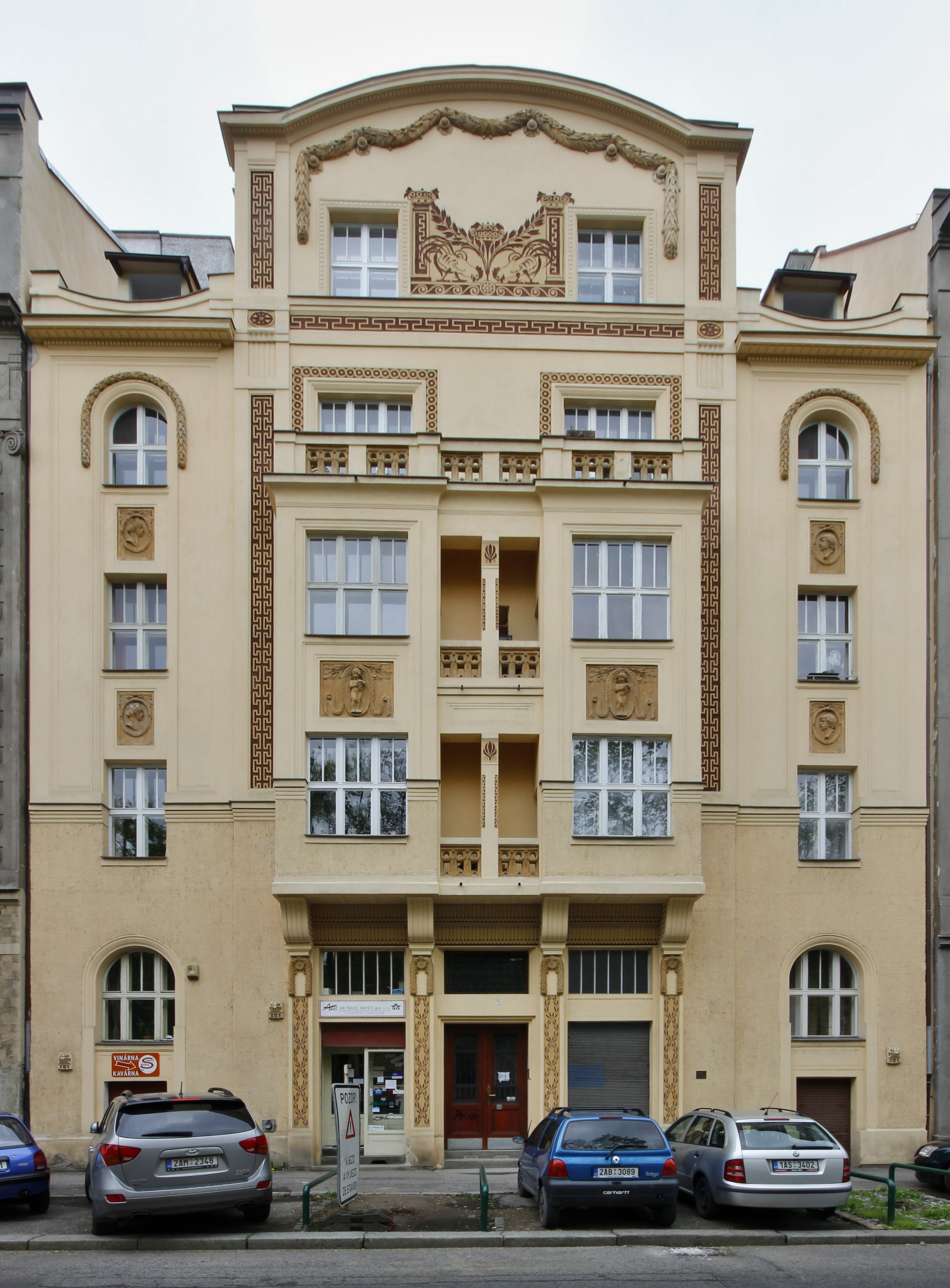
Bubenečská 35
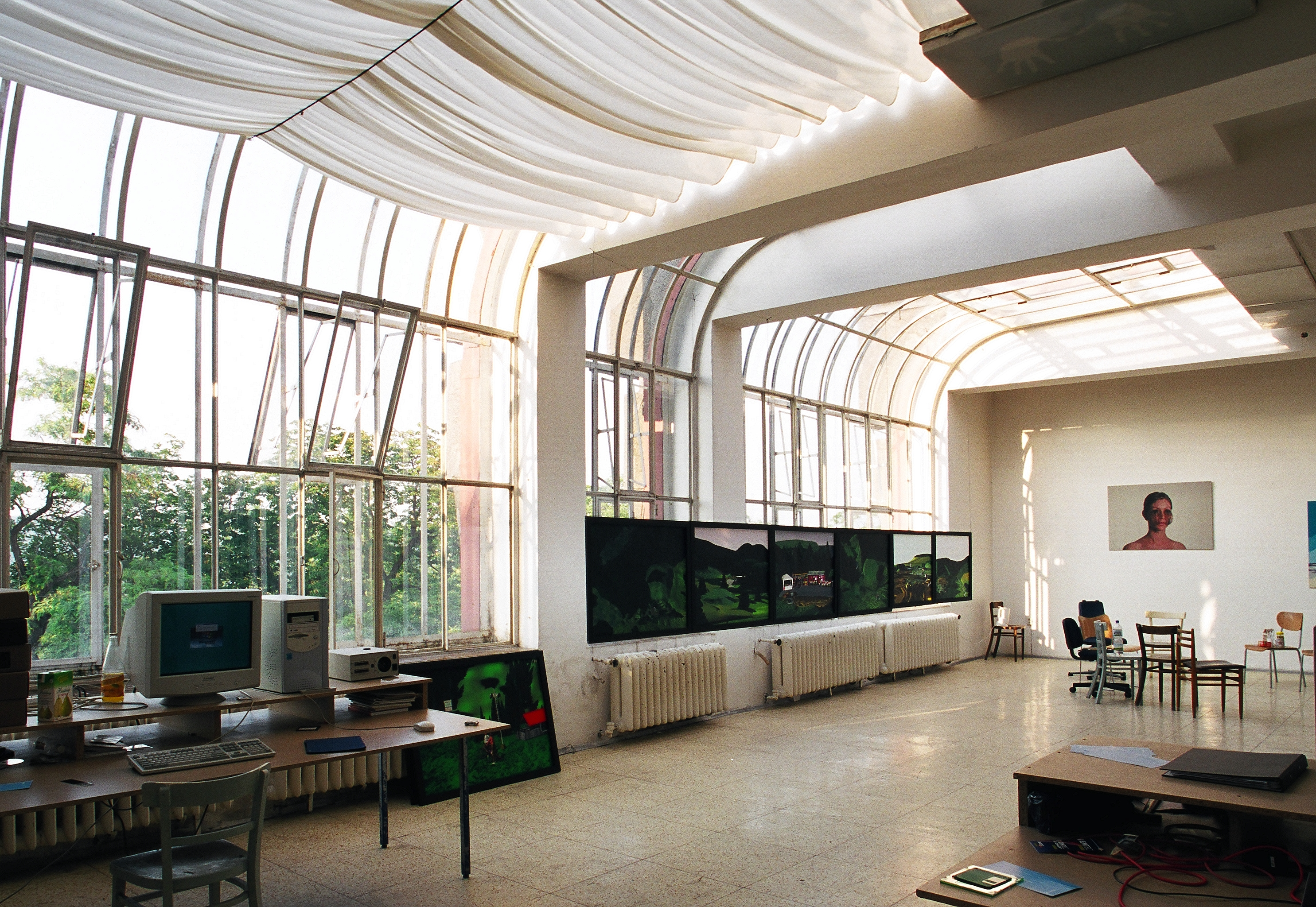
Atelier AVU
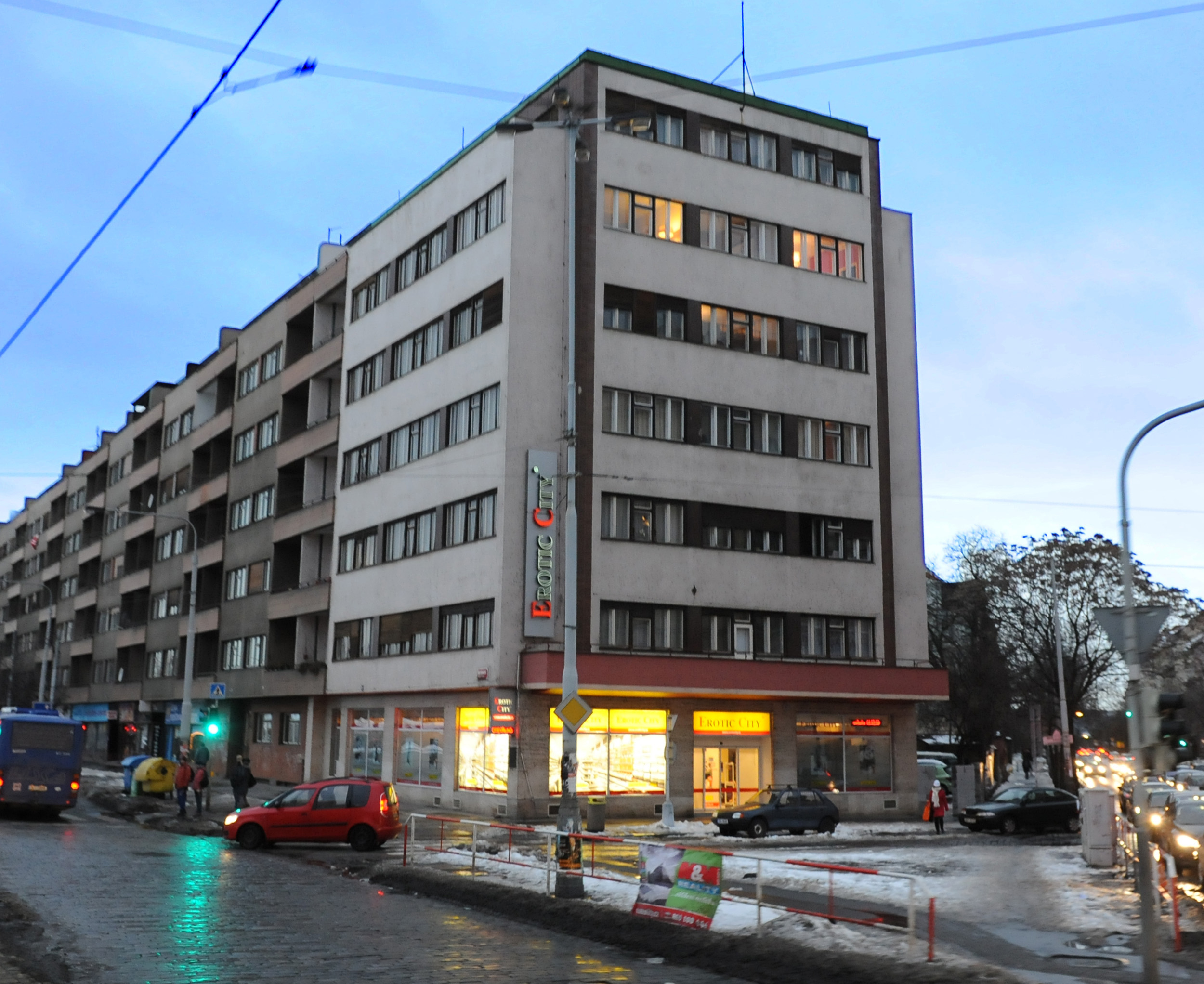
Molochov

## Museen, Galerien
- Muzeum Stanislava Suchards
- Kaffeemuseum Alchymista
- Galerie Villa Pellé
- Galerie AVU
- Veteran car museum of Auto Štangl
- Galerie DOX
- Galerie Scarabeus
- Museum Alte Kläranlage[6]

## Statuen im öffentlichen Raum

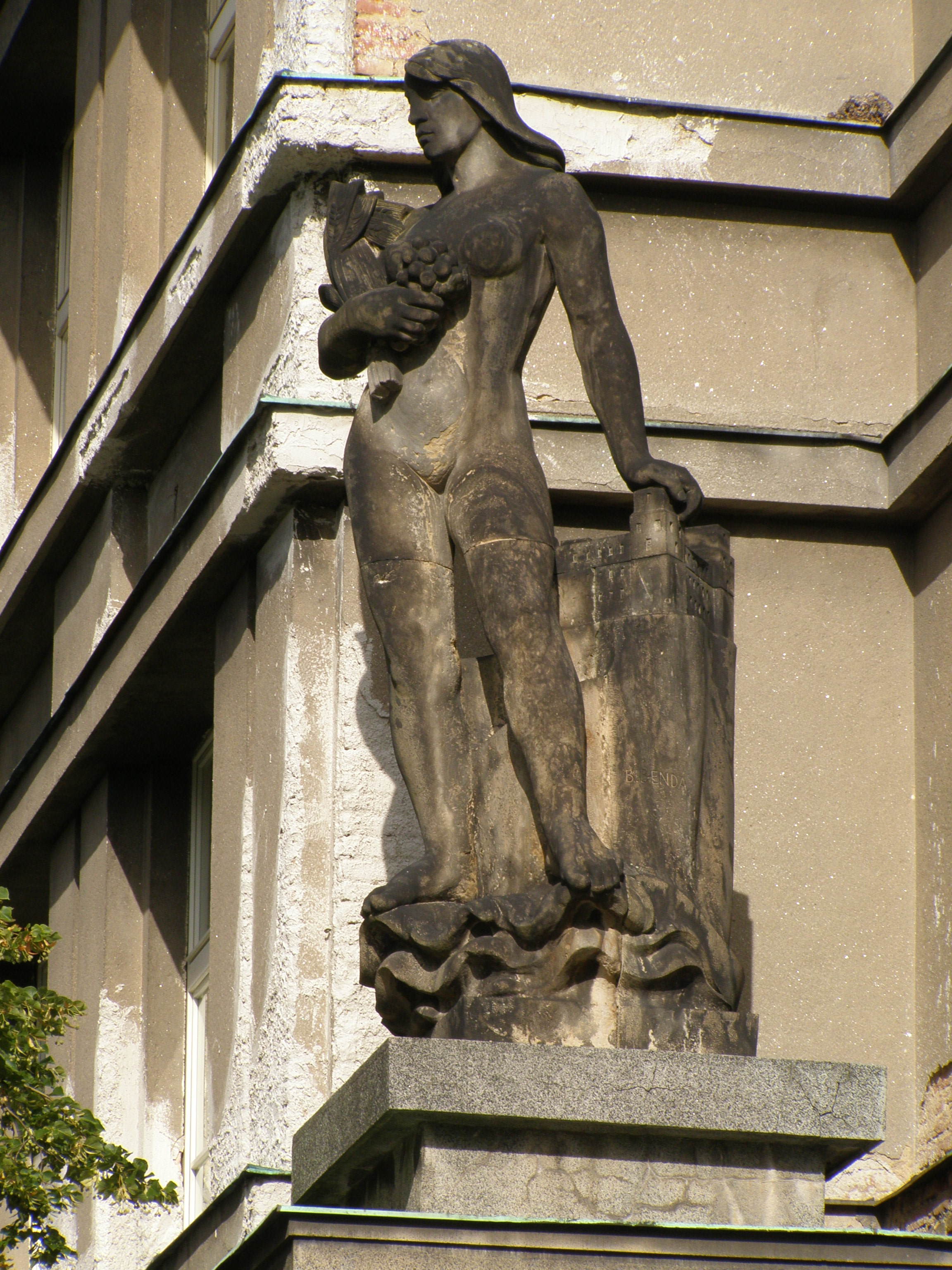
„Donau“ von Břetislav Benda
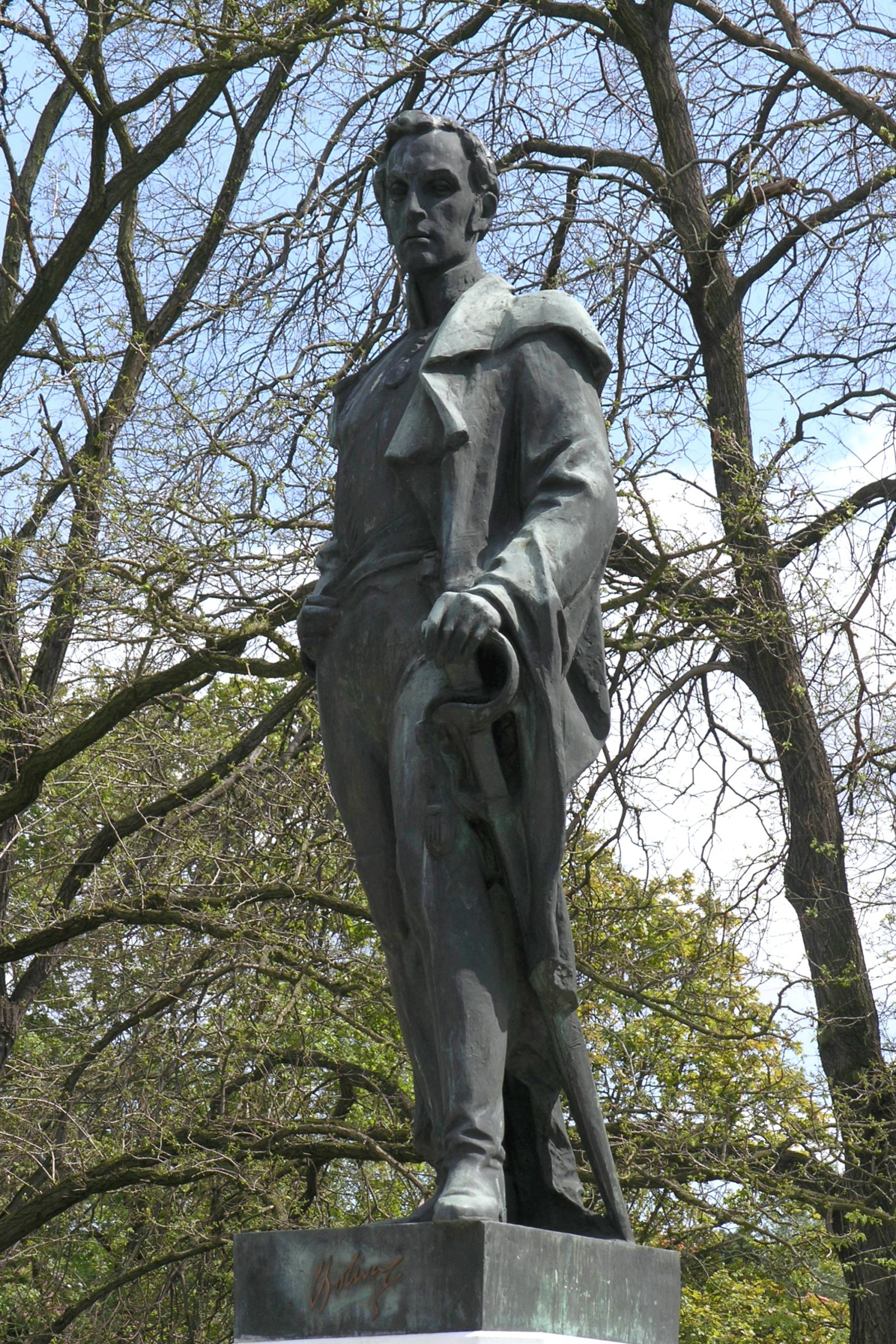
Denkmal für den Freiheitskämpfer Simón Bolívar
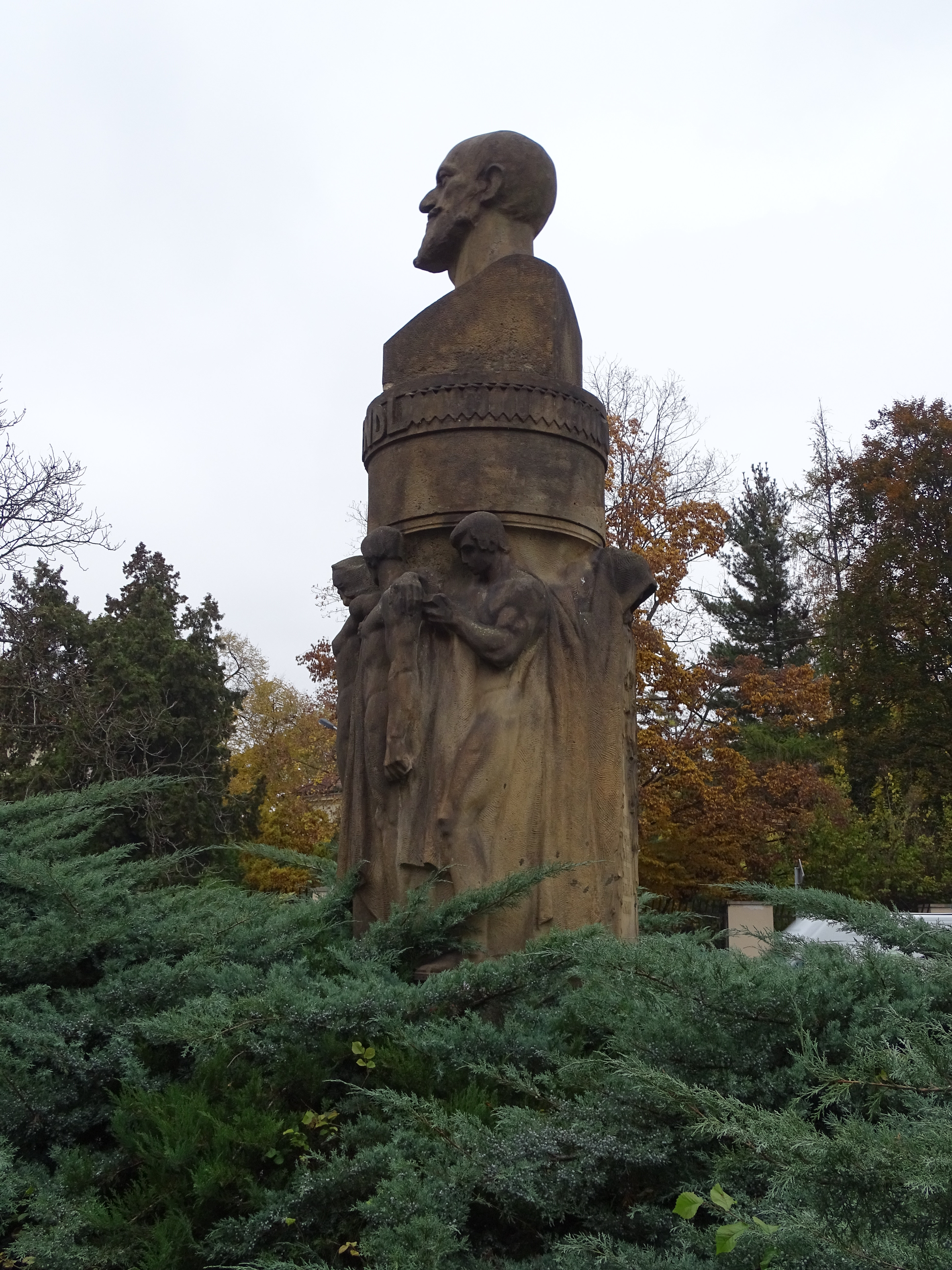
Denkmal für den Komponisten Karel Bendl
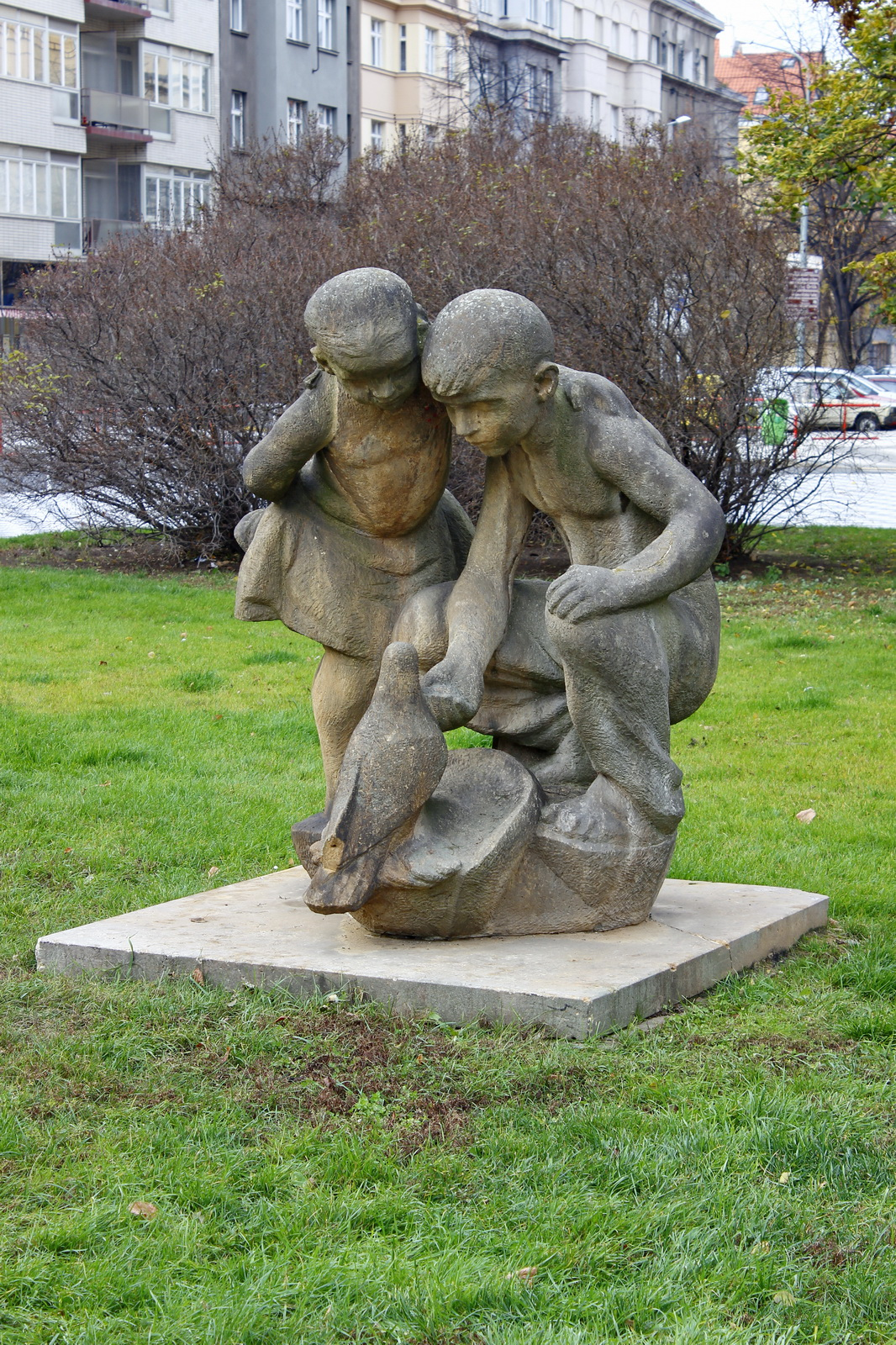
„Frieden“ von Karel Hladík

Der Kölner Künstler Gunter Demnig verlegte 19 Stolpersteine in Bubeneč zum Gedenken an deportierte und ermordete Bürger des Stadtteils, die aufgrund ihrer jüdischen Herkunft vom NS-Regime verfolgt wurden.

## Sport

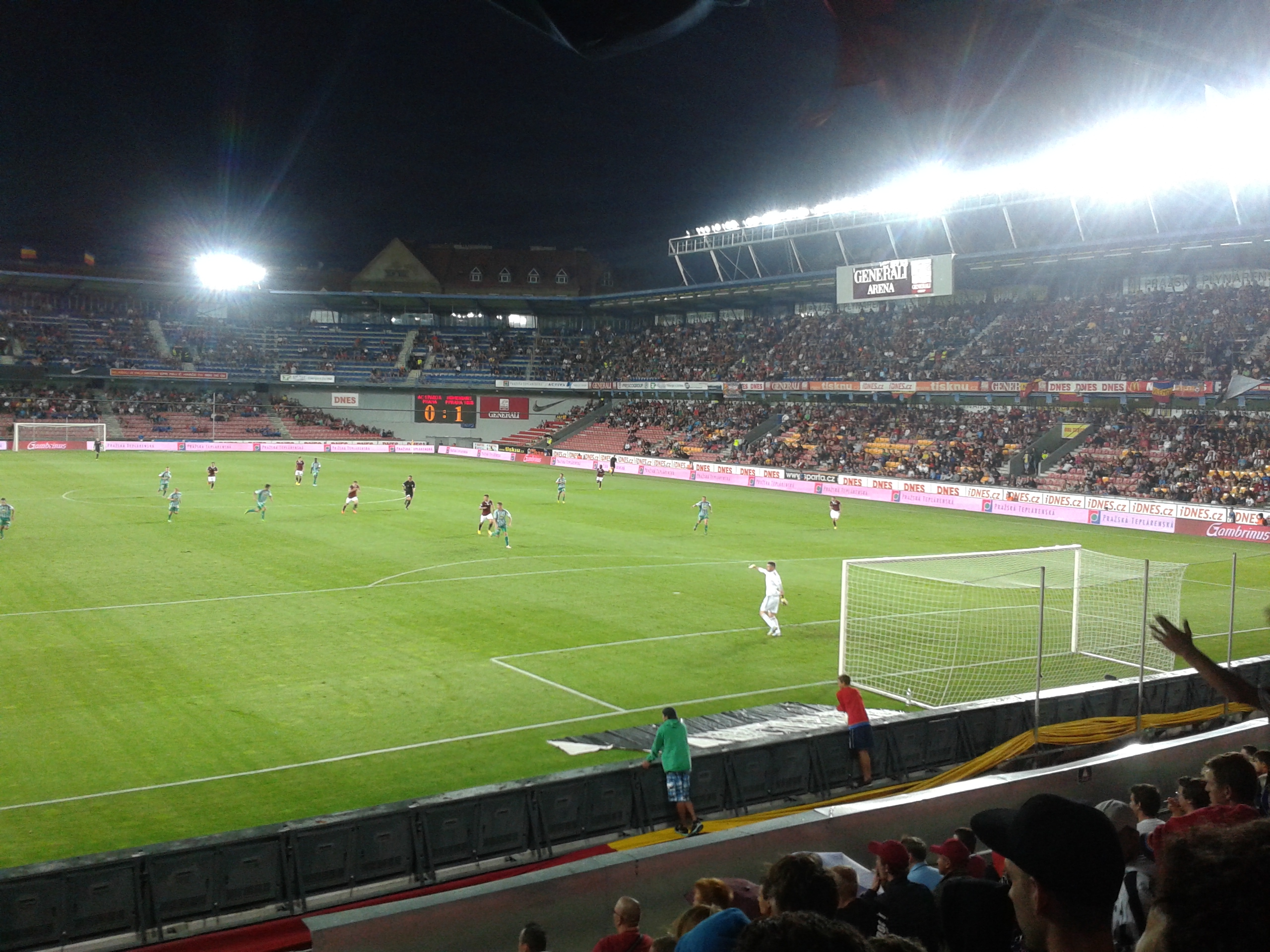
Die Generali Arena, das Stadion des Fußballvereins Sparta Prag

Der Stadtteil verfügt über drei bedeutende Sportstätten:
- Generali Arena, das Heimstadion des FC Sparta Prag sowie Spielstätte der tschechischen Fußballnationalmannschaft
- Tipsport Arena, Eishockeyhalle von HC Sparta Prag und ehemals HC Lev Prag
- Athletikhalle Otakar Jandera. Die einzige überdachte Athletikhalle in Prag, unter deren Dach sich ein zweihundert Meter Oval und das Umfeld für technische Disziplinen (Hochsprung, Stabhochsprung, Weitsprung, Kugelstoßen u. Ä.) befinden.

## Verkehr

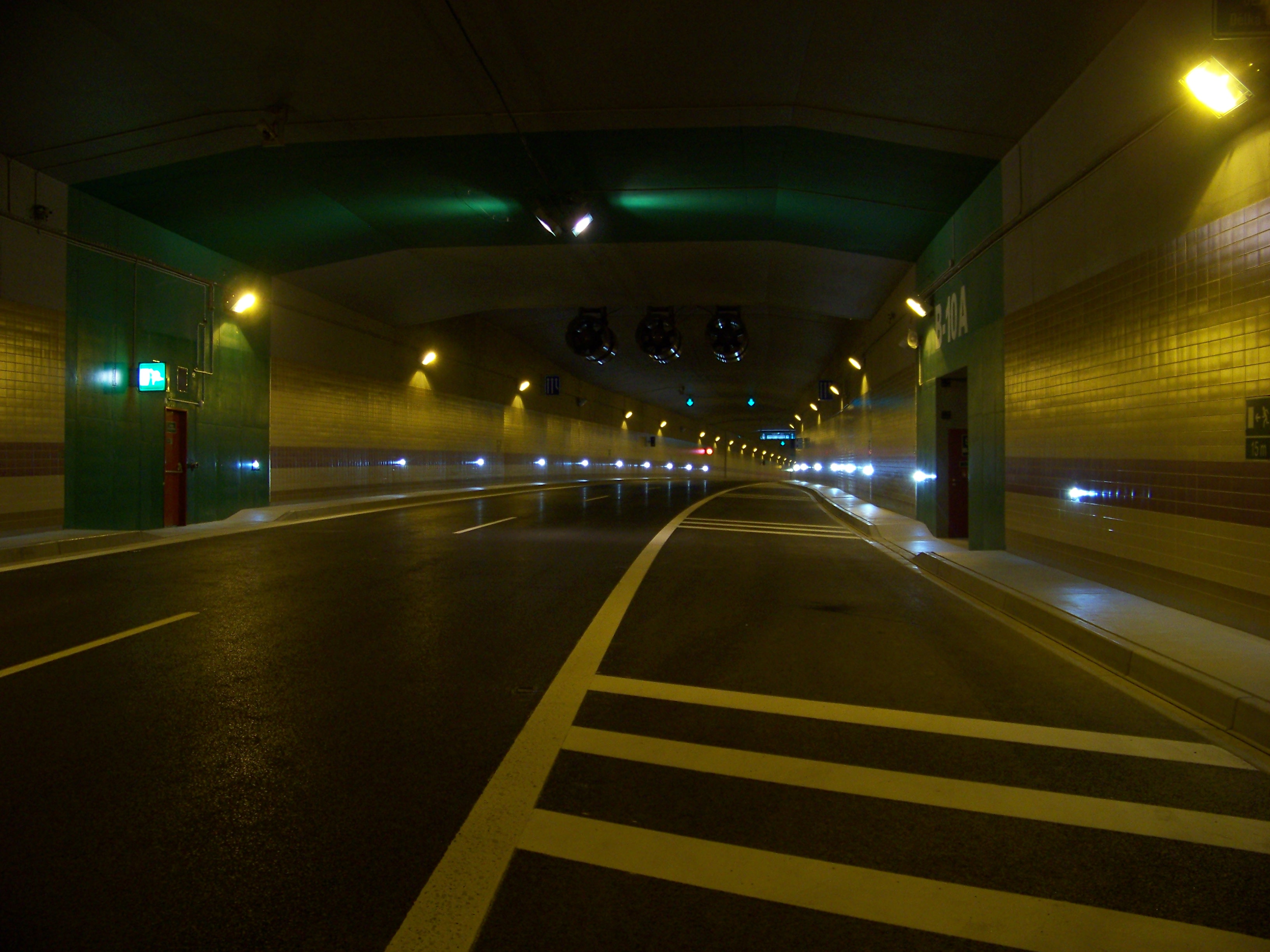
Bubenečský tunel

In Bubeneč liegt der Blanka-Tunnelkomplex.
Bubeneč verfügt über keinen Metro-Anschluss, ist jedoch über die Straßenbahn-Linien: 5, 8, 12, 17, 24, 25 und 26 sowie städtische Autobus-Linien erschlossen.
Der Bahnhof Prag-Bubeneč wurde 1850 erbaut und war ein bedeutender Halt auf der Strecke Prag–Děčín, die 1851 bis Dresden ausgebaut wurde. Er war, nach Praha Masarykovo nádraží, der zweite Bahnhof, der im heutigen Stadtgebiet von Prag errichtet wurde. Im August 2014 wurde der Bahnhof stillgelegt. Seine Funktion übernahm der neu errichtete Bahnhof Praha-Podbaba.

## Persönlichkeiten
- Josef Hrabě (1816–1870), Kontrabassist
- Karel Bendl (1838–1897), Komponist
- Vilém Flusser (1920–1991), Medientheoretiker